# ریانا، تاسمانی
ریانا (به انگلیسی: Riana) یک شهرک در استرالیا است که در تاسمانی واقع شده‌است.